# Michael Köhler
Michael Köhler (1944) es un deportista de la RDA que compitió en luge en la modalidad doble. Ganó tres medallas en el Campeonato Mundial de Luge entre los años 1965 y 1970.

## Palmarés internacional
| Campeonato Mundial | Campeonato Mundial | Campeonato Mundial | Campeonato Mundial |
| Año                | Lugar              | Medalla            | Prueba             |
| ------------------ | ------------------ | ------------------ | ------------------ |
| 1965               | Davos (Suiza)      | Medalla de oro     | Doble              |
| 1969               | Königssee (RFA)    | Medalla de bronce  | Doble              |
| 1970               | Königssee (RFA)    | Medalla de plata   | Doble              |